# Lemon (canción de N.E.R.D y Rihanna)
«Lemon» —literalmente en español: —Limón— es una canción de la banda estadounidense N.E.R.D de su quinto álbum de estudio, No One Ever Really Dies (2017). La canción cuenta con la voz de la cantante de Barbados Rihanna, y fue lanzado como primer sencillo del álbum el 1 de noviembre de 2017.

## Video musical
El video musical de «Lemon» se subió a la página de Vevo de N.E.R.D en YouTube el 1 de noviembre de 2017. Fue dirigido por Todd Tourso y Scott Cudmore y producido por Stacey Thiel. En julio de 2018, este video fue nominado a dos premios MTV Video Music Awards.

## Lista de canciones
Descarga digital

| N.º | Título  | Duración |  |
| 1.  | «Lemon» | 3:39     |  |

## Posicionamiento en listas
| Listas (2017–2018)                          | Mejor posición |
| ------------------------------------------- | -------------- |
| Australia (ARIA)                            | 44             |
| Bélgica (Flandes) (Ultratip Bubbling Under) | 7              |
| Canadá (Canadian Hot 100)                   | 47             |
| Escocia (Scottish Singles Sales Chart)      | 30             |
| Estados Unidos (Billboard Hot 100)          | 36             |
| Estados Unidos (Dance Club Songs)           | 23             |
| Estados Unidos (Hot R&B/Hip-Hop Songs)      | 16             |
| Estados Unidos (Pop Airplay)                | 22             |
| Estados Unidos (Rhythmic)                   | 1              |
| Francia (SNEP)                              | 46             |
| Irlanda (IRMA)                              | 51             |
| Israel (Media Forest TV Airplay)            | 7              |
| Japón (Japan Hot 100)                       | 99             |
| Nueva Zelanda (Recorded Music NZ)           | 37             |
| Países Bajos (Mega Single Top 100)          | 87             |
| Portugal (AFP)                              | 88             |
| Reino Unido (UK Singles Chart)              | 31             |
| Reino Unido (UK R&B Chart)                  | 14             |
| Suiza (Schweizer Hitparade)                 | 59             |